# The Aquabats
The Aquabats (рус. Акуабэтс, в переводе с англ. — «Водные летучие мыши») — американская рок-группа, образовання в городе Хантингтон-Бич, округа Ориндж, штат Иллинойс в 1994 году. На протяжении всей карьеры состав коллектива неоднократно менялся; бессменными участниками оставались только основатели The Aquabats вокалист The MC Bat Commander (Кристиан Джейкобс) и басист Крэш МакЛарсон (Чед Ларсон). В настоящее время участниками группы также являются клавишник Джимми Робот (Джеймс Бриггс), гитарист Игл «Боунс» Фэлконхоук (Иен Фоулс) и барабанщик Рикки Фитнесс (Ричард Фаломир).
Коллектив стал известен своим комичным образом — музыканты проводят свои концерты в костюмах супергероев. По словам самих участников The Aquabats, эти образы являются пародией на различных супергероев комиксов и фильмов. Кроме этого, выступления группы отличаются зрелищностью, продуманностью сценических постановок, наличием визуальных спецэффектов и трюков. Помимо музыкантов на концертах, как правило, участвуют и актёры, одетые в различные костюмы, например злодеев или монстров.
Музыкальный стиль The Aquabats в течение всей творческой деятельности менялся. В начале карьеры группа исполняла преимущественно панк-рок с элементами ска. Позднее же музыканты стали вносить в свой стиль некоторые детали хип-хопа, новой волны, электронной музыки и синти-попа. Тексты песен The Aquabats чаще всего имеют юмористический и пародийный характер.
The Aquabats выпустили пять студийных альбомов, два мини-альбома, один сборник и один видеоальбом. Во всей дискографии группы наиболее успешными оказались пластинки The Fury of The Aquabats! и Hi-Five Soup!. С марта 2012 года на американском кабельном канале Hub Network выходит комедийный музыкальный телесериал The Aquabats! Super Show!, в котором главными действующими лицами являются участники коллектива.

## История группы

### Формирование и первые годы (1994—1995)

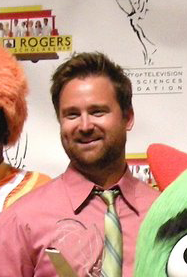
Кристиан Джейкобс, выступающий в The Aquabats под сценическим именем The MC Bat Commander, один из основателей группы.

В начале 1990-х годов произошло знакомство музыкантов Кристиана Джейкобса, Чеда Ларсона и Бойда Терри, которые, впоследствии, решили основать собственную группу. Музыканты начали играть, как они описали, агрессивный панк-рок с текстами, переполненными низкопробным юмором. «Никто не за что не боролся и не „продвигал“ друг друга, мы просто хорошо проводили время». — вспоминал Джейкобс.
Спустя некоторое время Джейкобс, Ларсон и Терри решили, что нужно было пригласить ещё музыкантов, чтобы сформировать полноценную группу. У каждого музыканта были свои музыкальные предпочтения и свой опыт работы в каких-либо жанрах. Но наибольшее влияние на музыкантов, по их мнению, оказали сёрф-рок, ска, новая волна и творчество группы Devo.
Кристиан Джейкобс предложил назвать коллектив «The Aquabats». Это имя закрепилось, и уже под таким названием в августе 1994 года группа провела первое выступление в доме Джейкобса перед гостями. Затем The Aquabats начали давать концерты в различных рок-клубах округа Ориндж.
Первые выступления проходили тяжело — участникам не хватало профессионализма, в результате чего им пришлось нанимать ещё музыкантов. Число участников в The Aquabats варьировалось от 7 до 14 человек и от концерта к концерту состав менялся. С приходом Мэтта Ван Ганди, Чеда Паркина, Рода Алленаро, Адама Дейберта и Бена Бергесона группа оформилась как октет. В этом составе The Aquabats выпустили две демозаписи — The Revenge of the Midget Punchers (1994) и Bat Boy (1995).
The Aquabats хотели сделать свои концертные выступления яркими и необычными. Первоначально музыканты выходили на сцену в униформе поваров, восточных одеждах. В это время участник группы Бойд Терри был связан с компанией-производителем гидрокостюмов Aleeda. Терри приобрёл большое количество резины и неопрена. Музыканты создали из них костюмы и маски подобные тем, что есть у супергероев. Имидж закрепился за The Aquabats и остаётся по сей день. Кроме того, участниками группы была разработана мифология, согласно которой супергерои родом из далёкого острова «Aquabania». Членами группы были придуманы сценические имена и характеристика каждого супергероя. На концертах The Aquabats стала всячески использоваться эстетика комиксов, фантастических и приключенческих фильмов, сопровождаемая постановками и трюками. Кристианом Джейкобсом к работе над стилистикой группы были привлечены его братья, художники-мультипликаторы Паркер и Тайлер. Ими были созданы логотипы и рекламные материалы The Aquabats, и развита часть мифологии.

### Первые успехи и рост популярности (1996—1998)

Дебютный альбом The Return of The Aquabats стал единственной пластинкой The Aquabats, стилистика которой была с явным преобладанием звучания ска третьей волны, от которого на следующих работах группа стала отдаляться.

В 1996 году выходит дебютный студийный альбом The Aquabats The Return of The Aquabats. Несмотря на полное отсутствие рекламы, пластинка была продана тиражом в почти 20 000 экземпляров. Последующее успешное турне поставило The Aquabats в один ряд с такими коммерчески успешными исполнителями ска-панка как No Doubt, Sublime и Reel Big Fish.
В 1997 году The Aquabats контракт с лейблом Goldenvoice и выпускают второй студийный альбом The Fury of The Aquabats!. В плане музыки диск больше тяготел к панку и камеди-року, с присутствием пародии на клеше рэгтайма и танго. При записи музыканты использовали ряд нетипичных для рок-музыки инструментов, включая саксофоны и банджо. The Fury of The Aquabats! стал одним из самых успешных релизов ска-панка 1997 года, что привело к большому росту популярности группы, которая также поддерживалась регулярными трансляциями на MTV и ротацией песен KROQ-FM.
С 1997 по 1998 год группа проводила концертный тур, в ходе которого The Aquabats также выступили на крупных музыкальных фестивалях. При всём этом состав коллектива был нестабильным и часто претерпевал изменения (среди членов группы был Трэвис Баркер, участник Blink-182).
В 1998 участниками группы разрабатывался новый проект: детское телешоу с использованием супергероев, мифологии и музыки The Aquabats. Над шоу, получившим название The Aquabats!, начала работу Buena Vista Television. Пилотный выпуск был снят Бобкэтом Голдтуэйтом. Но в конечном итоге, Buena Vista Television отказалась содействовать в создании The Aquabats!, и сами члены группы отказались от проекта.

### Неудачные проекты и перерыв (1999—2004)

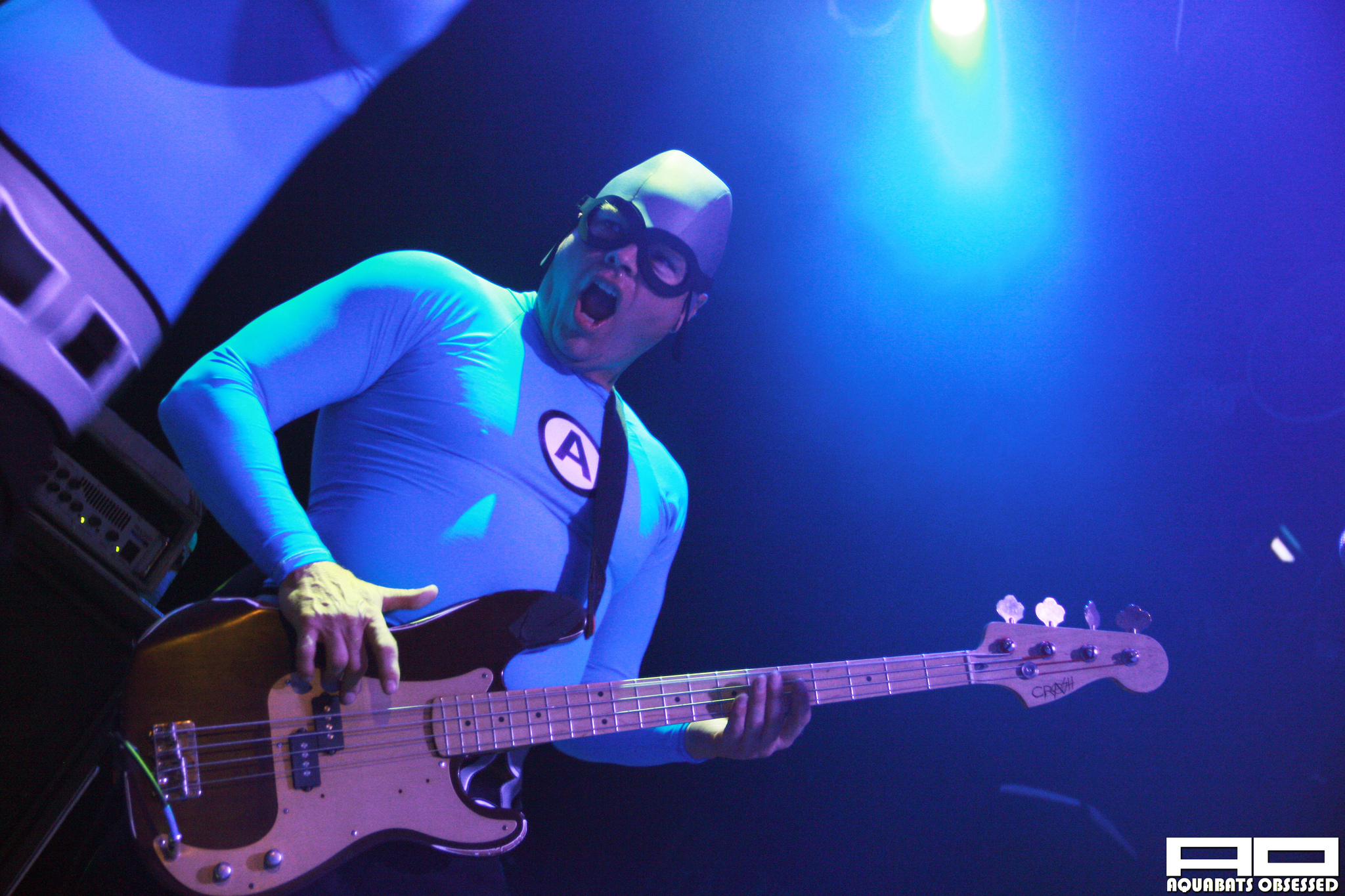
Басист и один из основателей группы Крэш МакЛарсон (Чед Ларсон).

В 1999 году The Aquabats выпускают третий альбом The Aquabats vs. the Floating Eye of Death!. Пластинка в значительной степени отошла от стиля предыдущих работ группы и была ориентирована на электронную музыку. Помимо активного использования синтезаторов, при записи The Aquabats vs. the Floating Eye of Death! музыканты использовали и духовые инструменты. Диск не превзошёл успехи первых альбомов. В одном из более поздних интервью басист группы Чед Ларсон признался: «Вероятно материал альбома не подходил для выпуска в то время».
Несмотря на скромный успех The Aquabats vs. the Floating Eye of Death!, лейбл Goldenvoice согласился финансировать новый проект группы The Aquabats! In Color! — небольшой семейный юмористический сериал с явными элементами пародии на японский жанр токусацу. Сериалом заинтересовался канал Fox Family Channel. Но вскоре Fox Family был выкуплен The Walt Disney Company, которая, в свою очередь, не захотела заниматься развитием The Aquabats! In Color! и проект был свёрнут. Музыканты позже признались, что неудача с The Aquabats vs. the Floating Eye of Death! и The Aquabats! In Color! завела группу в тупик.
В конце 1999 Goldenvoice прекращает сотрудничество с группой и The Aquabats подписывают контракт с Fearless Records. В 2000 году выходит сборник Myths, Legends and Other Amazing Adventures, Vol. 2 куда вошли неизданные ранее треки. Крайне нестабильное положение коллектива привело к тому что, состав покинули Бойд Терри, Чарльз Грей и Гейб Палмер. Fearless Records фактически не оказывал финансовой поддержки группе, в результате чего последующие концертные выступления в 2000 и 2001 году Кристиан Джейкобс спонсировал из собственного кармана. Одно из выступлений в Помоне, Калифорния было снято и ноябре 2003 года издано в качестве видеоальбома Serious Awesomeness!.
В 2004 спустя почти пять лет с момента релиза студийного материал, выходит мини-альбом Yo! Check Out This Ride!. EP был выпущен независимо и в первую очередь направлен к фанатам группы. К этому времени The Aquabats оформились как квинтет.

### Возвращение в студию и продолжение успеха (2004—2011)

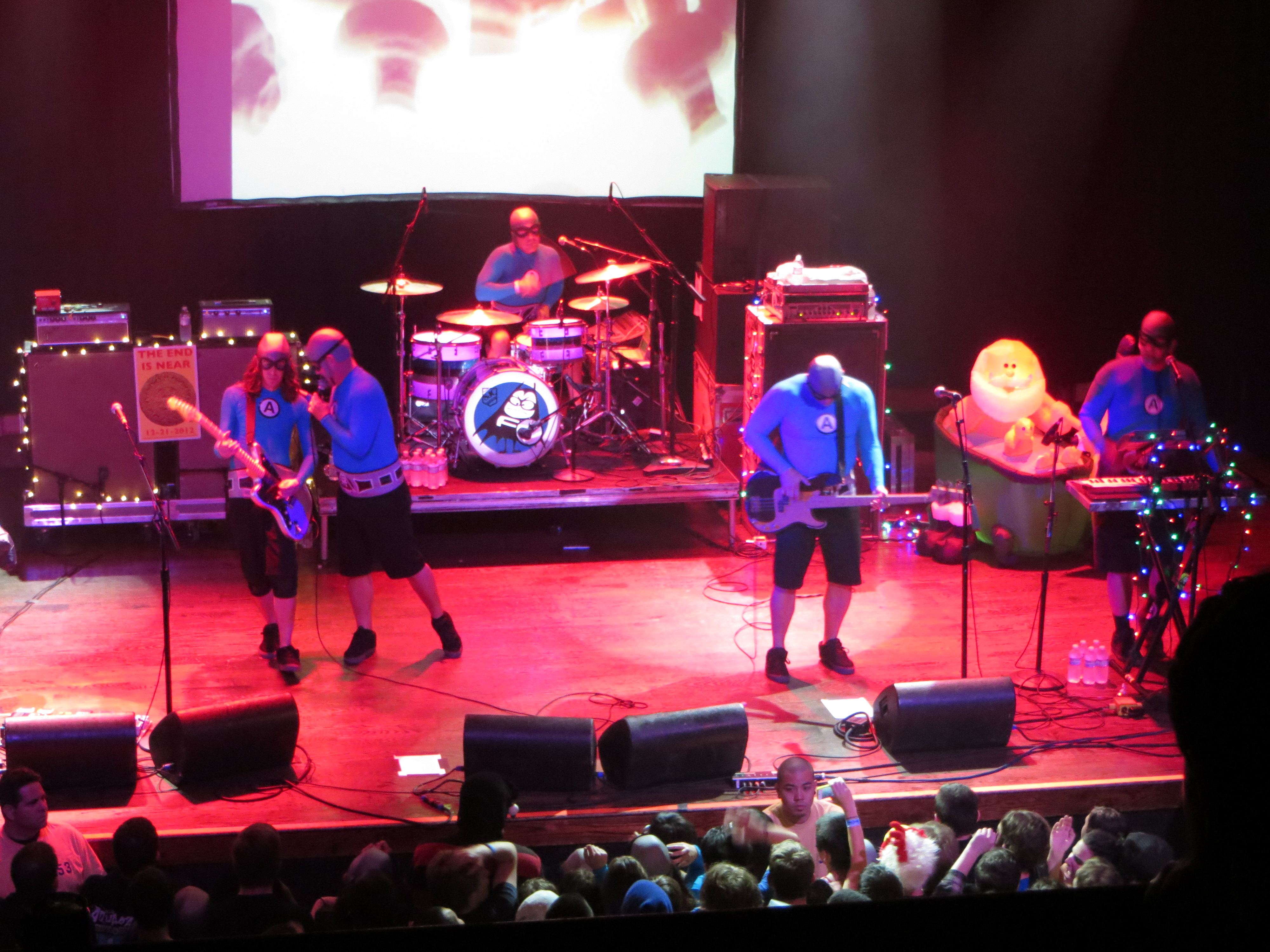
The Aquabats в нынешнем составе. После того, как в начале 2000-х группу покинуло часть значимых музыкантов, группа была вынуждена оформиться как квинтет, что сказалось на звучании альбома Charge!!.

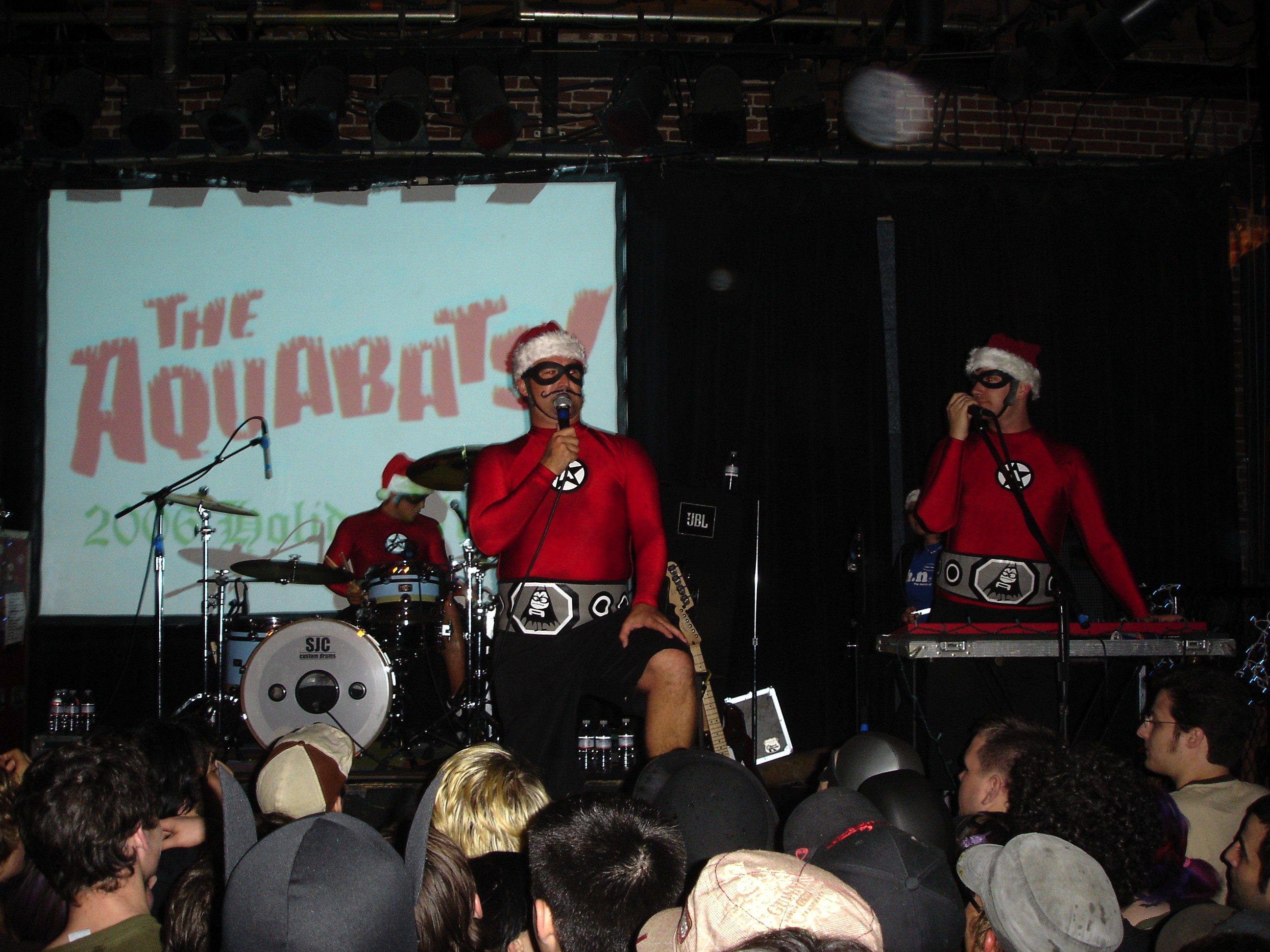
The Aquabats на рождественском шоу в Сан-Франциско, 2006.

Летом 2004 года The Aquabats подписали контракт с независимым лейблом Nitro Records и начали работу над новым студийным альбомом. Но музыканты не были уверены в успехе пластинки; Кристиан Джейкобс позже говорил, что во время сессий участники группы были убеждены, что это последний альбом. 7 июля 2005 выходит четвёртый студийный альбом Charge!!. Диск положительно был воспринят как критиками, так и поклонниками. В поддержку альбома группа провела масштабный концертный тур, продлившийся до конца 2006 года. В январе 2007 музыканты объявили о небольшой паузе, чтобы сосредоточиться на записи следующего альбома .
В середине 2008 года The Aquabats продолжили гастроли, а также провели несколько выступлений совместно с Blink-182 в 2009.
Хотя The Aquabats вернули себе популярность за счёт концертных шоу, для группы это был непростой период. Это связано в основном с процессом записи пятого студийного альбома, затянувшимся более, чем на два года. Несмотря на то, что Джейкобс сообщил о работе над новым материалом в начале 2007, предоставлялось крайне мало информации и фактов, касаемых пластинки. В апреле 2009 года, когда The Aquabats прекратили работу с Nitro Records, новостей от музыкантов не поступало и появились сомнения насчёт релиза пятого альбома. Но в августе 2010 участники группы объявили, что работа над пластинкой завершена и её распространение будет независимо от лейблов. Однако внезапно коллектив возобновил сотрудничество Fearless Records, из-за чего выход альбома был отложен на 2011 год в связи с условиями нового контракта, поэтому в ноябре 2010 выходит сингл «Radio Down!». Релиз пятого студийного альбома под названием Hi-Five Soup! состоялся 18 января 2011 года. Пластинка стала одной из самых успешных работ The Aquabats. За выпуском Hi-Five Soup! последовало не менее успешное турне, в рамках которого музыканты также выступили на крупных музыкальных фестивалях, в том числе и Коачелла.

### The Aquabats! Super Show!и концертная деятельность (2011—2014)
Если человек старше 30 лет, он скажет что это "Бэтмен" вместе с "The Monkees" и немного "Sid and Marty Krofft". Те кто младше 30 скажут — "Могучие рейнджеры" встретились с "Flight of the Conchords", только смешно. Дети скажут… просто супергерои сражаются с монстрами. И иногда что-нибудь взрывается.

Заставка первого сезона сериала The Aquabats! Super Show!.

24 марта 2011 года в пресс-релизе было объявлено о подготовке к созданию сериала The Aquabats! Super Show!. Шоу было приобретено каналом Hub Network, представляющим собой совместное предприятие Discovery Communications и Hasbro. К началу 2012 года первый сезон был снят, а его выход в эфир состоялся 3 марта 2012. The Aquabats! Super Show! был выполнен в юмористическом ключе, с мультипликационными вставками и музыкальными фрагментами с участием членов группы. По словам музыкантов, The Aquabats! Super Show! по большей части вдохновлён телесериалом 1960-х годов Бэтмен.
Первый сезон был положительно воспринят в СМИ и имел высокие рейтинги. Также сериал был номинирован на дневную премию «Эмми». В октябре 2012 стартовало производство второго сезона, первый эпизод которого впервые показан 1 июня 2013. Трансляция второго сезона закончилась 14 января 2014 года. В настоящее время о съёмках продолжения The Aquabats! Super Show! не сообщается.
В марте 2014 года стартовал 20th Anniversary Tour — концертный тур, приуроченный к 20-летию группы. В одном из недавних интервью Кристиан Джейкобс поделился, что не исключает возможности релиза нового студийного альбома в ближайшем будущем.

## Музыкальный стиль
На протяжении всей карьеры The Aquabats неоднократно вносили изменения в свой музыкальный стиль. Члены коллектива используют большой ассортимент музыкальных инструментов, включая и не свойственные для рок-музыки трубы, саксофоны и кларнеты.
Первоначально музыканты исполняли преимущественно ска-панк и панк-рок. Но уже к выходу второго студийного альбома The Fury of The Aquabats! звучание группы несколько изменилось в сторону поп- и сёрф-рока с явной долей пародии на рэгтайм и танго. Третья пластинка The Aquabats vs. the Floating Eye of Death! стала ещё более разносторонней и охватывала такие стили, как синти-поп, электроника, новая волна и хип-хоп.
В начале 2000-х годов часть музыкантов покинула коллектив, что сказалось на звучании группы. В частности при записи четвёртого студийного альбома Charge!! группой не использовались духовые инструменты. Также синтезаторы отошли на второй план, что также повлияло на звучание Charge!!, сделав его похожим на стиль The Aquabats на ранних этапах творческой деятельности. Но при работе над пластинкой Hi-Five Soup! музыкантами вновь был сделан упор на клавишные, что снова приблизило звучание группы к электронной музыке.

## Концертные выступления и мифология группы

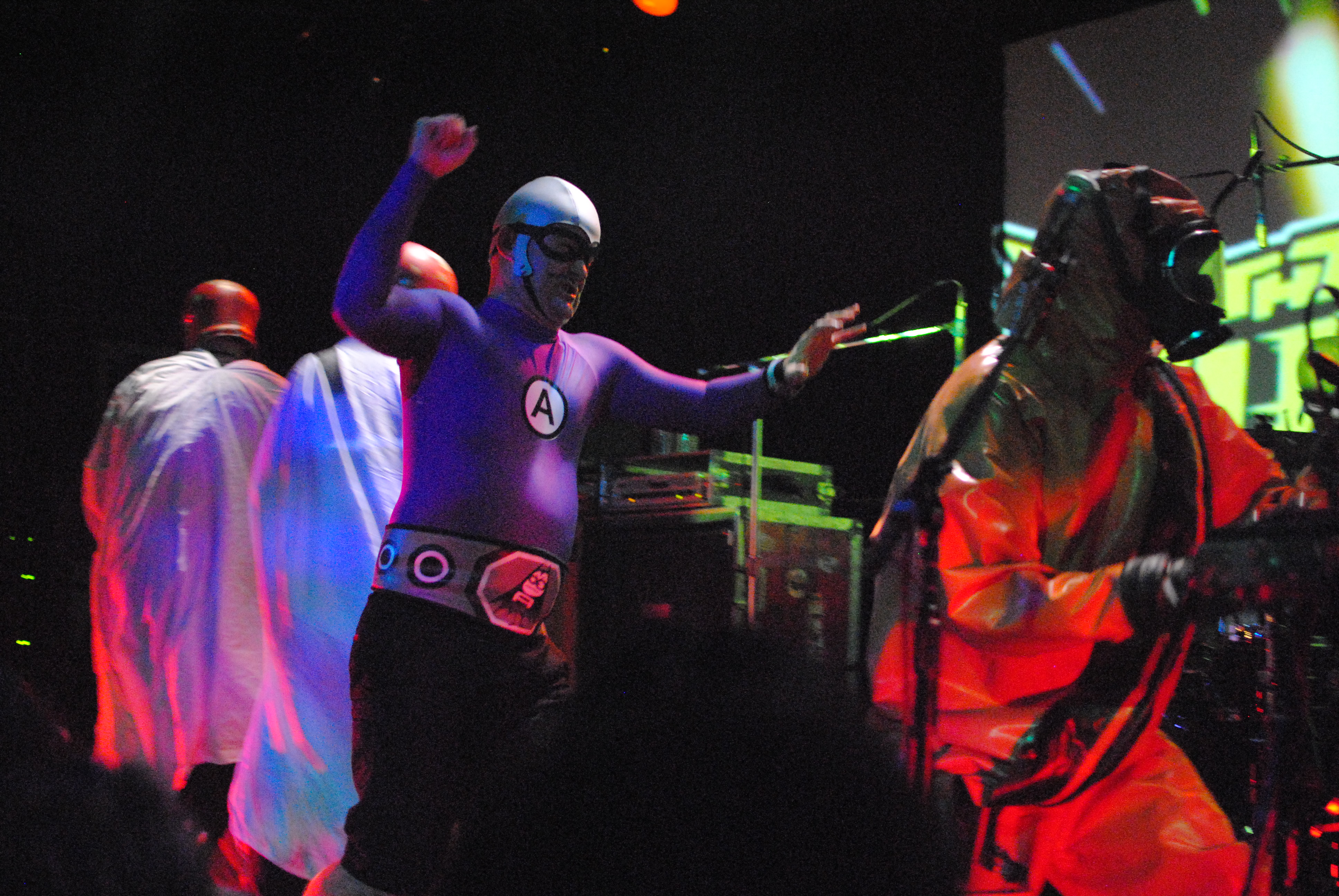
«Битва» во время выступления.

Один из злодеев The Aquabats КобраМэн на концерте (слева) и в шоу The Aquabats! Super Show! (справа).

С самого начала деятельности The Aquabats привлекли к себе внимание яркими концертными выступлениями, с использованием пиротехники, визуальных эффектов, выдуванием огня и шариков с водой. Выступления также наполнены множеством акробатических трюков и комичных выходок, базирующихся на супергеройской тематике. Концерты часто включают постановочные сцены борьбы участников группы со злодеями, монстрами и зомби, которые чаще всего являются переодетыми актёрами (или участниками дорожной команды), но иногда и огромными куклами. Выступление The Aquabats в основном проходит по-этапно: сначала коллектив просто исполняет песни, затем появляются злодеи которые начинаю подшучивать на членами группы и делать пакости на сцене. Далее происходит их сражение, при этом участники The Aquabats параллельно продолжают играть свою музыку. Иногда на сцене появляются союзники The Aquabats. Выступления, как правило, заканчиваются разрушением декораций на сцене и победой группы над злом. Иногда такие баталии происходят и со взаимодействием со зрителями. Важным составляющим каждого концерта группы является большой экран, на котором показывается видеоряд, каждый соответствующий определённой песне и состоящий из мультяшных видео, пародирующих современную поп-культуру. Выступления время от времени прерывает «рекламная пауза», также являющаяся пародией на рекламные ролики и современное телевидение в целом.
Мифология The Aquabats придумана самими музыкантами. Они создали маленькую, но тщательно продуманную вымышленную вселенную, описывая историю команды супергероев, и приключения и борьбу с врагами, чтобы спасти мир. За годы карьеры эта мифология развилась. История супергероев отражена в музыке, костюмах, театрализованных представлениях и рекламном материале. Некоторые ключевые моменты мифологии есть на обложках альбомов, официальном веб-сайте и в телесериале The Aquabats! Super Show!. Согласно легенде, The Aquabats — жители острова «Aquabania» (рус. Акуабания), куда вторгся злодейский космический монстр «M», вынудив жителей покинуть остров. The Aquabats попадают в Калифорнию, где они встречаются с сумасшедшим учёным Монти Корндогом, который использовал «химикаты», чтобы наделить их суперсилой. Став супергероями The Aquabats побеждают монстра «M» и с тех пор продолжают спасать мир от всяких злодеев.

## Участники группы
Текущий состав
- The M.C. Bat Commander (Кристиан Джейкобс) — вокал (1994—настоящее время)
- Крэш МакЛарсон (Чед Ларсон) — бас-гитара, бэк-вокал (1994—настоящее время)
- Джимми Робот (Джеймс Бригс) — синтезатор, духовые, бэк-вокал (1997—настоящее время)
- Игл «Боунс» Фэлконхоук (Иен Фоулс) — гитара, бэк-вокал (2006—настоящее время)
- Рикки Фитнесс (Ричард Фаломир) — барабаны, перкуссия (2002—настоящее время)

Бывшие участники
- Гамби (Мэтт Ван Ганди) — гитара (1994—1995)
- Начо (Чед Паркин) — синтезатор (1994—1997)
- Рудди Би (Род Арельяно) — ударные (1994—1997)
- Бен Брейн (Бен Бергесон) — гитара (1994—1997)
- Джеффри МакФирсон — тромбон (1995)
- Барон фон Тито (Трэвис Баркер) — барабаны, перкуссия (1997—1998)
- Ультра Кью/Мистериос Кью (Чарльз Грей) — гитара, ситара, синтезатор, бэк-вокал (1994—2000)
- Кэтбой (Бойд Терри) — духовые, бэк-вокал (1994—2002)
- Доктор Рок (Гейб Палмер) — ударные (1998—2002)
- Принс Адам (Адам Диберт) — труба, синтезатор, гитара (1994—2004)
- Chainsaw the Prince of Karate (Кортни Поллок) — гитара (1995—2006)

Бывшие концертные участники
- Моус Накл (Джон Пантл) — тромбон (1994)
- Кридл (Грег Уоткинс) — гитара (1995)
- Капитан Кроксэлл (Брайан Кроксэлл) — гитара (1996)
- Макарони (Скотт Моран) — гитара (2000)
- Попай (Майкл Фогельзанг) — гитара (2005)

Временная шкала

## Дискография
| Год                                  | Детали | Высшая позиция в чарте | Высшая позиция в чарте | Высшая позиция в чарте | Высшая позиция в чарте | Высшая позиция в чарте |
| Год                                  | Детали | Billboard              | Billboard              | Billboard              | Billboard              | Billboard              |
| Год                                  | Детали | Billboard 200          | Independent            | Heatseekers            | Rock                   | Kids                   |
| ------------------------------------ | --- | ---------------------- | ---------------------- | ---------------------- | ---------------------- | ---------------------- |
| 1996                                 | The Return of The Aquabats - Дата выпуска: 26 июля 1996 - Лейбл: Horchata - Формат: CD, компакт-кассета                            | —                      | —                      | —                      | —                      | —                      |
| 1997                                 | The Fury of The Aquabats! - Дата выпуска: 28 октября 1997 - Лейбл: Time Bomb - Формат: CD, компакт-кассета                         | 172                    | —                      | 12                     | —                      | —                      |
| 1999                                 | The Aquabats vs. the Floating Eye of Death! - Дата выпуска: 26 октября 1999 - Лейбл: Goldenvoice - Формат: CD, компакт-кассета     | —                      | —                      | —                      | —                      | —                      |
| 2000                                 | Myths, Legends and Other Amazing Adventures, Vol. 2 (сборник) - Дата выпуска: 7 ноября 2000 - Лейбл: Fearless Records - Формат: CD | —                      | —                      | 35                     | —                      | —                      |
| 2005                                 | Charge!! - Дата выпуска: 7 июня 2005 - Лейбл: Nitro - Формат CD                                                                    | —                      | 30                     | 21                     | —                      | —                      |
| 2011                                 | Hi-Five Soup! - Дата выпуска: 18 января 2011 - Лейбл: Fearless Records - Формат: CD                                                | 181                    | 24                     | 5                      | 45                     | 7                      |
| «—» значит не занимал место в чарте. | |                        |                        |                        |                        |                        |